# El día que me quieras (película de 1969)
El día que me quieras es una película  de Argentina filmada en colores dirigida por Enrique Cahen Salaberry sobre el guion de Abel Santa Cruz según la canción de Alfredo Le Pera que se estrenó el 17 de abril de 1969 y que tuvo como protagonistas a Hugo del Carril, Susana Campos, Tito Lusiardo y Pedro Quartucci. Es una nueva versión del filme de Estados Unidos del mismo nombre dirigido en 1935 por John Reinhardt. Tito Lusiardo figura en el libro Guiness por repetir el mismo papel a más de 30 años de distancia, tal como había sucedido dos años antes con su participación en La muchachada de a bordo.
La Asociación de Cronistas Cinematográficos de Nueva York le otorgó en 1970 el premio a la mejor película, al mejor director y a la actriz Susana Campos.

## Sinopsis
Un afamado cantor de tangos viaja a Copacabana donde su hija se enamora de un muchacho argentino, con la oposición de su padre.

## Reparto
- Hugo del Carril ...	Julio Quiroga
- Susana Campos ...	Andrea la madre
- Simonette	 ...	Andrea la hija
- Tito Lusiardo	 ...	Pascual
- Pedro Quartucci	 ...	Gerardo
- Rafael Carret	 ...	Néstor
- Santiago Gómez Cou	 ...	Rafael de Piñedo
- Enrique Liporace	 ...	Julio de Piñedo
- Guillermo Battaglia	 ...	Don Ramón Quiroga
- Hugo Dargó	 ...	Eugenio
- Vanina Parets... Mujer extranjera que baila tango con Pascual

## Comentarios
La Razón opinó del trabajo de Hugo del Carril en este filme:

”…acusa la sensibilidad del artista que sabe identificarse a fondo con un personaje.”

Manrupe y Portela escriben:

”Innecesaria remake del clásico gardeliano…que en su momento fue tratada con indulgencia por la presencia de Hugo del Carril.”

Maria Alejandra Portela:(La Prensa)
"Excelente película, exquisito guion de Abel Santa Cruz. En el viaje de vuelta de los dos amigos, la interpretación de "MI BUENOS AIRES QUERIDO" es conmovedora, y como no podía ser de otra manera el cuadro magistral de Don Benito Quinquela Martin, sirviendo de escenografía a dicho tema es memorable"